# Een mes in de rug
Een mes in de rug is het zesde deel van de Nederlandse detectiveserie De Waal en Baantjer, die vanaf deel 4 door alleen Simon de Waal werd verzorgd na het overlijden van Appie Baantjer.

## Samenvatting
De twee rechercheurs van deze detectiveserie zijn:
- Peter van Opperdoes. Na 25 jaar recherchewerk aan het bureau Warmoesstraat heeft hij overplaatsing gevraagd naar Politiebureau Raampoort aan de Marnixstraat. Hij woont aan de Brouwersgracht en is onlangs kinderloos weduwnaar geworden. Hij meent nog goed contact met zijn overleden vrouw te hebben.
- Jacob. Rechercheur van bureau Raampoort. Hij is getrouwd en heeft 2 kinderen. Het bureau Raampoort ziet onder andere toe op de Amsterdamse volkswijk De Jordaan.

## Verhaal
De twee rechercheurs worden ontboden in een verborgen, doch exclusief hotel in de Jordaan aan de Lindengracht. Bedrijfsleidster Danielle Kroon heeft een gast die één dag te laat is uitgechekt en durft de kamer niet zelfstandig te betreden. De twee rechercheurs treffen de dode hotelgast Ruud van Gullek aan, die volgens de schouwarts Cathelijne de Wind een dag tevoren aan een hartaanval is overleden. Maar volgens de bedrijfsleidster Danielle is de dode man Ruud van Gullek helemaal niet. De twee rechercheurs zitten nu met een lijk van een onbekende man, die een natuurlijke dood is gestorven.
Danielle deelt mee dat het hotel geen nachtportier heeft maar wel een informele afspraak dat een naburig hotel zijn nachtportier Peter desgewenst als achterwacht laat functioneren. Een getuige met hond houdt vol dat juist de afgelopen nacht tussen 2 en 5 uur de hoteldeur open heeft gestaan. In het ziekenhuismortuarium verrast Peter zijn collega’s van de technische recherche en Jacob. Hij onthult middels aantoonbare lijmresten dat de man voor zijn overlijden vastgebonden is geweest aan een stoel in zijn hotelkamer. Aan de hand van zijn vingerafdrukken wordt vervolgens de identiteit vastgesteld van de Amsterdamse crimineel Ronald den Dungen. De rechercheurs denken aan een uit de hand gelopen crimineel verhoor of gewoon SM.
Ruud van Gullek blijkt inmiddels in New York te zitten en heeft met zijn vliegreis een perfect alibi. De twee rechercheurs storten zich nu op twee andere hotelgasten. Ralph Hofman stelt dat zijn creditkaartnummer is misbruikt en hij beschuldigt zijn ex-vrouw Merel Verbaan van die fraude. Een andere gast is stewardess Valerie Duchamps, die verklaart wel gelogeerd te hebben maar niets te hebben gehoord of gezien. Merel Verbaan maakt zich verdacht jegens de twee rechercheurs en bekent de creditcardfraude. Ze belooft discreet haar getrouwde hotelpartner te bellen of hij iets bijzonders heeft opgemerkt. Voorlopig nemen de twee rechercheurs daar genoegen mee.
De nachtportier is bij Peter van Opperdoes bekend uit zijn tijd aan bureau Warmoesstraat als ene Flipje, omdat hij inbrak met de flippermethode. Maar Flipje die eigenlijk ook Peter heet zegt zes jaar geleden zijn leven te hebben gebeterd onder invloed van Majoor Bosshardt. In een lastig verhoor bekent hij ook de afgelopen nacht rond 3 uur in het hotel te zijn geweest, zoals hij gewoon is te doen. Als de verbaasde nachtportier de verhoorkamer als vrij man heeft mogen verlaten, vertelt Peter van Opperdoes aan Jacob dat hij gelogen heeft. Want volgens de man met de hond stond de hoteldeur open.
De bedroefde vriendin van Ronald, Marjolein van Hekken, meldt zich bij de rechercheurs en zet hen op het spoor van twee mobiele telefoons van Ronald, een privé en een zakelijke. Rechercheur IJsselstein van het bureau Raampoort gaat ermee aan de slag. Intussen moeten de twee rechercheurs constateren dat de woning van de dode Ronald op brute wijze is doorzocht. Maar collega IJsselstein heeft nieuws over de telefoons. Op de zakelijke telefoon staan slechts 2 klanten, Marco Peters van de Amsterdamse CIE en de louche advocaat Ten Have. De twee rechercheurs denken nu in een driehoek, dode Ronald, interne recherche, louche advocaat. Ze hebben in een café een onbevredigend gesprek met hun collega Marco Peters.
In een eetcafé in een zijstraat van de Kalverstraat gaat Peter van Opperdoes te rade bij een oud hoofd van de CIE. Die drukt hem op het hart goed na te denken voordat Peter een collega "een mes in zijn rug steekt". In een tweede gesprek ontkent een schichtige Marco dat Ronald een informant of een beschermde getuige was. Ronald deed klusjes en had zijn laatste net gedaan voor de CIE. En daarmee moet Peter van Opperdoes het maar doen. De nachtportier Flipje bekent nu dat hij het slachtoffer Ronald den Dungen tegen betaling in het hotel heeft binnengelaten.
De rechercheurs richten hun pijlen nu op advocaat Ten Have, die alles ontkent en desgevraagd ook dat Ronald zijn cliënt is geweest. Het visitekaartje van de advocaat heeft een logo dat Peter van Opperdoes eerder heeft gezien bij Ralph Hofman. Opeens begrijpt de rechercheur alles. Ralph liet via zijn advocaat Ten Have zijn ex schaduwen, die Ronald den Dungen inschakelde. Die werd betrapt en op een stoel vastgebonden en overleed ter plekke aan een hartaanval. Merel Verbaan schetst vervolgens hoe het exact is gegaan. Peter van Opperdoes had haar tegengeworpen dat ze anders voor moord op zou gaan. Merel Verbaan heeft ook nog een laptop van Ronald in haar bezit, die Ten Have vergeefs opeiste. Het overspelige duo belandt in een cel van het hoofdbureau en ook advocaat Ten Have wordt op grond van de laptop in hechtenis genomen. De ongelukkige fotograaf en afluisteraar Ronald den Dungen was door het overspelige duo eveneens op heterdaad betrapt.